# Anton Kodschabaschew
Anton Kodschabaschew (bulgarisch Антон Коджабашев, engl. Transkription Anton Kodzhabashev; * 22. August 1959) ist ein ehemaliger bulgarischer Gewichtheber. Er war 1979, 1981 und 1982 Weltmeister im Bantamgewicht.

## Werdegang
Anton Kodschabaschew begann als Jugendlicher mit dem Gewichtheben und entwickelte sich in der Ära des Trainers Iwan Abadschiew beim Sportverein Tschernomurez Burgas Ende der 1970er Jahre zu einem Weltklasseathleten. Er war Angestellter der bulgarischen Eisenbahn, konnte sich aber voll auf das Gewichthebertraining konzentrieren.
Der Start zu seiner internationalen Karriere vollzog sich 1978. In diesem Jahr nahm er an der Junioren-Weltmeisterschaft in Athen teil, hatte im Bantamgewicht im Reißen allerdings drei Fehlversuche, so dass er unplatziert blieb. Er wurde trotzdem bei der Europameisterschaft dieses Jahres in Havířov eingesetzt und erzielte dort im Fliegengewicht 232,5 kg (102,5–130) im Zweikampf. Mit dieser Leistung belegte er den 4. Platz. Bei der Weltmeisterschaft 1978 in Gettysburg startete er ebenfalls im Fliegengewicht. Er erzielte im Zweikampf 225 kg (100–125), die nur zum 9. Platz reichten.
1979 startete er wieder im Bantamgewicht. In dieser Gewichtsklasse stellte er bei der V. National-Spartakiade in Sofia mit 265 kg (117,5–147,5) einen neuen Zweikampf-Weltrekord auf. Bei der Europameisterschaft 1979 in Warna kam er mit 262,5 kg (115–147,5) fast an diese Leistung heran und gewann damit den Europameistertitel vor dem Polen Dembonczyk, 260 kg und I. Stefanowics aus Ungarn, 252,5 kg. Schließlich triumphierte Anton Kodschabaschew auch bei der Weltmeisterschaft 1979, die in Saloniki stattfand. Er erzielte dort im Bantamgewicht mit 267,5 kg (117,5–150) erneut einen neuen Zweikampf-Weltrekord und siegte vor Walentin Weretennikow aus der UdSSR, 262,5 kg und Dembonczyk, 260 kg.
Im Jahre 1980 hatte Anton Kodschabaschew viel Verletzungspech und konnte bei der Europameisterschaft in Belgrad und bei den Olympischen Spielen in Moskau nicht an den Start gehen. Wiederhergestellt startete er 1981 bei der Welt- und Europameisterschaft in Lille und gewann dort im Bantamgewicht mit 272,5 kg (117,5–155) knapp vor Andreas Letz aus der DDR, der die gleiche Leistung erzielte, auf Grund des etwas geringeren Körpergewichts.
1982 wiederholte er in Ljubljana diese Erfolge. Er erzielte bei der Welt- und Europameisterschaft im Bantamgewicht im Zweikampf den neuen Weltrekord von 280 kg (125–155) und holte sich damit erneut beide Zweikampftitel vor Oksen Mirsojan, UdSSR, 272,5 kg und dem Chinesen Wu Shute, der 270 kg erzielte.
Als dreifacher Welt- und Europameister musste Anton Kodschabaschew 1983 aber erkennen, dass er die Erfolge nicht alleine gepachtet hatte. Der Grund dafür waren seine bulgarischen Konkurrenten Neno Tersijski, Stefan Topurow und vor allem Naim Suleimanow, die plötzlich alle bessere Leistungen erzielten als er und ihm deshalb den Weg zur weiteren Teilnahme an internationalen Meisterschaften versperrten. Lediglich im Jahre 1984 kam er noch einmal bei der Europameisterschaft in Vittorio/Italien im Federgewicht zum Einsatz. Er erreichte dort im Federgewicht im Zweikampf hervorragende 307,5 kg (135–172,5), mit denen er hinter Stefan Topurow, 315 kg (137,5–177,5) und Jurik Sarkisjan, UdSSR, 312,5 kg (137,5–175) den 3. Platz belegte.
Danach war die internationale Karriere von Anton Kodschabaschew beendet. Er trainierte aber weiter und beteiligte sich noch an vielen nationalen Wettkämpfen. Nach der politischen Wende in Bulgarien im Jahre 1990 nahm er sofort die Chance wahr in das westliche Ausland zu wechseln und startete ab diesem Zeitpunkt einige Jahre lang für den AC Soest in der deutschen Bundesliga. Gleich bei seinem ersten Kampf für Soest zeigte er, dass er immer noch ein Weltklasseathlet war und erzielte, allerdings schon im Leichtgewicht stehend, im Zweikampf 305 kg (135–170).
Nach seiner Rückkehr wurde Anton Kodschabaschew in Bulgarien zunächst Trainer. Ende der 1990er Jahre wurde er zum Präsidenten des bulgarischen Gewichtheber-Verbandes gewählt. In seine Amtszeit fielen viele Erfolge von bulgarischen Gewichthebern, insgesamt wird diese Amtszeit aber überschattet von mehreren Dopingskandalen, für die Anton Kodschabaschew zusammen mit dem Generalsekretär Norair Nurikjan und den Trainern (u. a. auch wieder Iwan Abadschiew) die Verantwortung tragen. Es begann bereits im Jahre 2000. In diesem Jahre mussten Isabela Dragnewa, Iwan Iwanow und Sewdalin Mintschew bei den Olympischen Spielen in Sydney wegen Dopings disqualifiziert werden. Danach wurde Weltmeisterin Rumjana Petkowa als Dopingsünderin entlarvt. Danach folgte der Skandal um Galabin Boewski, Georgi Markow und Slatan Wanew, die bei einer Trainingskontrolle auffielen, als sie eine einheitliche Urinprobe abgaben. Der größte Skandal geschah dann im Jahre 2008, als bei elf Athleten der bulgarischen Gewichtheber-Nationalmannschaft, die für die Olympischen Spiele in Peking vorgesehen war, Dopingspuren (Nandrolon) im Urin festgestellt wurden. Daraufhin wurden Georgi Markow und Alan Zagaew als Wiederholungstäter auf Dauer und Demir Demirew, Mechmed Fikretow, Iwan Stoizow, Iwan Markow, Welitschko Tscholakow, Milka Manewa, Donka Mintschewa und Gergana Kirilowa für vier Jahre gesperrt. Die bulgarische Gewichtheber-Mannschaft, die sich bei den diesem letzten Dopingskandal vorhergehenden Skandalen immer wieder durch hohe Bußzahlungen an den Internationalen Gewichtheber-Verband freikaufen konnte, wurde für die Teilnahme an den Olympischen Spielen in Peking gesperrt.
Wenn man weiß, dass schon bei den Olympischen Spielen 1976 Walentin Christow seine Goldmedaille und Blagoj Blagojew seine Silbermedaille zurückgeben mussten, weil sie gedopt waren und 1988 das gleiche mit Mitko Grablew und Angel Gentschew geschah, muss ernsthaft daran gezweifelt werden, ob überhaupt Leistungen bulgarischer Gewichtheber nach 1969 (also nach der Übernahme des Cheftraineramtes durch Iwan Abadschiew) auf redliche Art und Weise zustande kamen. Übrigens ließe sich die Liste der bulgarischen Dopingsünder noch beliebig fortsetzen.
In die Amtszeit von Anton Kodschabaschew fielen auch die Transfers von bulgarischen Gewichthebern an das reiche Katar. Diese Heber trainierten zwar in Bulgarien, starteten aber mit phantasievollen arabischen Namen (Abbas Nader Sufyan, Badr Saelem Nayef, Jaber Saeed Salem, Saif Assad Assad u. a.) für Qatar und waren teilweise bei Olympischen Spielen und Weltmeisterschaften auch erfolgreich. Mit den Erlösen aus diesen Geschäften finanzierte sich seit Beginn des Jahres 2000 größtenteils der bulgarische Gewichtheber-Verband.
Trotzdem war Kodschabaschew 2010 immer noch Präsident eines von mittlerweile zwei konkurrierenden bulgarischen Gewichtheber-Verbänden.

## Internationale Erfolge
| Jahr | Platz | Wettbewerb                                    | Gewichtsklasse | |
| 1978 | unpl. | Junioren-WM in Athen                          | Bantam         | nach drei Fehlversuchen im Reißen                                                                                                   |
| 1978 | 5.    | Turnier der Freundschaft in Moskau            | Bantam         | mit 235 kg (102,5–132,5); Sieger: Pospelow, UdSSR, 252,5 kg                                                                         |
| 1978 | 4.    | EM in Havířov                                 | Fliegen        | mit 232,5 kg (102,5–130) hinter Kanybek Osmonalijew, UdSSR, 237,5 kg, György Kőszegi, Ungarn, 237,5 kg u. Béla Oláh, Ungarn, 235 kg |
| 1978 | 9.    | WM in Gettysburg                              | Fliegen        | mit 225 kg (100–125); Sieger: Langbek Osmonalijew, 240 kg, vor Golik, Polen, 237,5 kg u. Joel Casamayor, Kuba, 230 kg               |
| 1979 | 2.    | Pokal der Freundschaft in Leningrad           | Bantam         | mit 257,5 kg (112,5–145), hinter Daniel Núñez, Kuba, 260 kg                                                                         |
| 1979 | 1.    | EM in Warna                                   | Bantam         | mit 262,5 kg (115–147,5), vor T. Dembonczyk, Polen, 260 kg u. I. Stefanowics, Ungarn, 252,5 kg                                      |
| 1979 | 1.    | WM in Saloniki                                | Bantam         | mit 267,5 kg (117,5–150), vor Walentin Weretennikow, UdSSR, 262,5 kg (112,5–150) u. T. Dembonczyk, 260 kg                           |
| 1981 | 1.    | WM + EM in Lille                              | Bantam         | mit 272,5 kg (117,5–155), vor Andreas Letz, DDR, 272,5 kg u. Nikolai Sacharow, UdSSR, 265 kg                                        |
| 1982 | 1.    | WM + EM in Ljubljana                          | Bantam         | mit 280 kg (125–155), vor Oksen Mirsojan, UdSSR, 272,5 kg u. Wu Shute, Volksrepublik China, 270 kg                                  |
| 1984 | 3.    | EM in Vittorio/Italien                        | Feder          | mit 307,5 kg (135–172,5), hinter Stefan Topurow, Bulgarien, 315 (137,5–177,5) u. Jurik Sarkisjan, UdSSR, 312,5 kg (137,5–175)       |
| 1984 | 1.    | Eisenbahner-EM in Gorna Orjahovitza/Bulgarien | Feder          | mit 290 kg (127,5–162,5), vor Nikolai Sacharow, 282,5 kg                                                                            |

## WM + EM-Einzelmedaillen
- WM-Goldmedaillen: 1981/Stoßen – 1982/Reißen – 1982/Stoßen
- WM-Silbermedaillen: 1979/Reißen – 1979/Stoßen – 1981/Reißen
- EM-Goldmedaillen: 1981/Stoßen – 1982/Reißen – 1982/Stoßen
- EM-Silbermedaillen: 1979/Reißen – 1979/Stoßen – 1981/Reißen
- EM-Bronzemedaillen: 1984/Reißen – 1984/Stoßen

## Weltrekorde
| Datum   | Ort       | Disziplin | Gewichtsklasse | Leistung |
| 9.7.79  | Sofia     | Reißen    | Bantam         | 121,5 kg |
| 9.7.79  | Sofia     | Stoßen    | Bantam         | 152 kg   |
| 9.7.79  | Sofia     | Zweikampf | Bantam         | 265 kg   |
| 1979    | Saloniki  | Zweikampf | Bantam         | 267,5 kg |
| 19.9.82 | Ljubljana | Zweikampf | Bantam         | 280 kg   |

## Erläuterungen
- alle Wettkämpfe im Zweikampf, bestehend aus Reißen und Stoßen,
- WM = Weltmeisterschaft,
- EM = Europameisterschaft,
- Fliegengewicht, damals bis 52 kg Körpergewicht,
- Bantamgewicht, damals bis 56 kg Körpergewicht,
- Federgewicht, damals bis 60 kg Körpergewicht